# Приазовская Бавария
Приазо́вская Бава́рия — старейший пивзавод Кубани, один из старейших пивоваренных заводов России. Был построен в 1861 году. Историческое название пивзавода сохранилось до наших дней.

## Адрес
Пивоваренный завод «Приазовская Бавария» расположен в городе Ейске Краснодарского края на ул. Ленина, 22.

## Торговые марки
- «Конкурент» светлое классическое пиво. Содержание алкоголя не менее 4,5 % об.
- «Жигулевское» светлое легкое пиво. Содержание алкоголя не менее 4,0 % об.
- «Московское» светлое классическое пиво. Содержание алкоголя не менее 4,7 % об.
- «Ейское» светлое оригинальное пиво. Содержание алкоголя не менее 4,0 % об.
- «Лидер» светлое пиво. Содержание алкоголя не менее 4,5 % об.

## Награды
«Живое» ейское пиво пивоваренной фабрики «Приазовская Бавария» отмечено золотыми, серебряными и бронзовыми медалями престижных Международных выставок — ярмарок в Сочи, Санкт-Петербурге и Нижнем Новгороде.